# Haute Autorité indépendante de la communication audiovisuelle
La Haute Autorité indépendante de la communication audiovisuelle (arabe : الهيئة العليا المستقلة للاتصال السمعي البصري) ou HAICA est une instance constitutionnelle tunisienne, chargée de l'organisation du domaine audiovisuel en Tunisie. L'instance est fondée le 3 mai 2013 par le décret-loi n°116 du 2 novembre 2011.
Elle est présidée par intérim par Salah Sersi depuis 2023.

## Objectif
La HAICA est dotée de pouvoirs réglementaires et consultatifs. Elle est chargée de réformer le paysage audiovisuel et de garantir la liberté, l'indépendance et la diversité des médias en pleine expansion.

## Composition
La HAICA est dirigée par un conseil composé de neuf membres indépendants, nommés par le président de la République sur proposition de différentes instances professionnelles, pour un mandat unique de six ans, avec renouvellement du tiers des membres tous les deux ans.
En mai 2013, Nouri Lajmi est nommé à la tête de la HAICA en compagnie des membres suivants : Raja Chaouachi, Rachida Ennaifer, Mohsen Riahi, Riadh Ferjani, Habib Belaïd, Hichem Snoussi et Radhia Saïdi. Le 8 juillet 2014, Mohsen Riahi démissionne de la HAICA et dénonce l'absence de procédures transparentes dans l'octroi de visas aux établissements de communication audiovisuelle. Raja Chaouachi quitte également la HAICA pour reprendre sa fonction de juge au tribunal de Tunis, en août de la même année. En juin 2015, trois nouveaux membres sont nommés ; il s'agit de Assia Laabidi, Adel B'sili et Amel Chahed.

### Présidents
- ?-2023 : Nouri Lajmi[7]
- depuis 2023 : Salah Sersi[7]

## Sanctions
La HAICA est amenée à prononcer plusieurs sanctions contre divers médias :
- 27 février 2014 : suspension de l'émission Andi Mankolek pendant un mois et remise d'une amende de 200 000 dinars à Ettounsiya TV pour atteinte à la vie privée et à la dignité d'une personne[8] ;
- 26 mai 2014 : suspension pendant un mois de l'émission Kamikaze ellil sur Al Janoubiya TV pour non-respect de la dignité humaine et de la vie privée à la suite de l'épisode du 25 mai au cours duquel est diffusé un reportage intitulée « Étudiantes tunisiennes. Que font-elles ? »[9] ;
- 6 août 2014 : suspension de l'émission Ness Nessma pendant un mois à la suite du passage d'un invité libyen prônant la violence et le terrorisme[10] ;
- 7 août 2014 : suspension de l'émission Yahdouthou fi tounes sur Hannibal TV pour une semaine après le passage du même invité[10] ;
- 22 septembre 2014 : amende de 50 000 dinars à Nessma, Hannibal TV, Al Janoubiya TV, Tunisna TV et Zitouna TV et amende de 20 000 dinars contre MFM, Nour FM, M'saken FM et la Radio du Saint Coran pour non-régularisation de leur statut juridique[11] ;
- 8 octobre 2014 : amende de 10 000 dinars à Zitouna TV pour une publicité en faveur d'Ennahdha en pleine campagne électorale[12] ;
- 24 octobre 2014 : amende de 10 000 dinars à Hannibal TV pour une publicité en faveur de Nidaa Tounes pendant la période électorale[13] ;
- 11 novembre 2014 : amende de 10 000 dinars à Nessma pour la diffusion et la rediffusion d'un reportage en faveur du candidat à la présidentielle Béji Caïd Essebsi[14] ;
- 14 novembre 2014 : amende de 20 000 dinars à Express FM à cause de la diffusion d'une émission dans laquelle le candidat à l'élection présidentielle, Ahmed Néjib Chebbi, évoque un sondage qui lui donnerait 45 % d'opinions favorables, sans que l'animateur de l'émission ne l'interrompe[15] ;
- 14 novembre 2014 : amende de 5 000 dinars à RTCI pour avoir appelé le 25 octobre à « voter utile » aux élections législatives[16] ;
- 18 novembre 2014 : amende de 20 000 dinars à la radio nationale à la suite de l'utilisation des résultats d'un sondage par l'invité de la matinale dans l'émission du 11 novembre[17] ;
- 5 décembre 2014 : amende de 20 000 dinars à l'encontre de Mosaïque FM et la chaîne Al Moutawasset pour avoir fait mention, dans leurs émissions et au cours de la campagne électorale, des résultats d'un sondage se rapportant à l'élection présidentielle et une amende de 3 000 dinars à Shems FM et 5 000 dinars à Tunisna TV pour avoir diffusé un message de propagande pour le compte de certains candidats au premier tour de l'élection présidentielle[18] ;
- 20 décembre 2014 : une deuxième amende de 20 000 dinars à Nessma pour publicité politique en faveur du même candidat à l'élection présidentielle, Béji Caïd Essebsi[19] ;
- 30 décembre 2014 : amende de 20 000 dinars à Nessma pour récidive et 10 000 dinars à la Télévision tunisienne 1 et Hannibal TV pour avoir enfreint la loi sur le silence électoral en diffusant des reportages publicitaires ou en tenant des propos en faveur d'un candidat à l'élection présidentielle, Béji Caïd Essebsi[20].
- 6 juillet 2015 : amende de 50 000 dinars à Ettounsiya TV pour diffusion sans autorisation[21].
- 17 juin 2016 : amende de 15 000 dinars à Hannibal TV pour atteinte aux droits de l'enfant et amende de 30 000 dinars à Insane TV avec suspension de l'émission Kalimat Al Joumouaa pendant trois mois pour incitation à la haine et à la violence[22].
- 1er novembre 2017 : convocation de Myriam Belkadhi, présentatrice de l'émission 24/7, à la suite de l'utilisation d'un langage jugé inapproprié de la part de l'un des chroniqueurs[23].